# Rewolucja kwietniowa

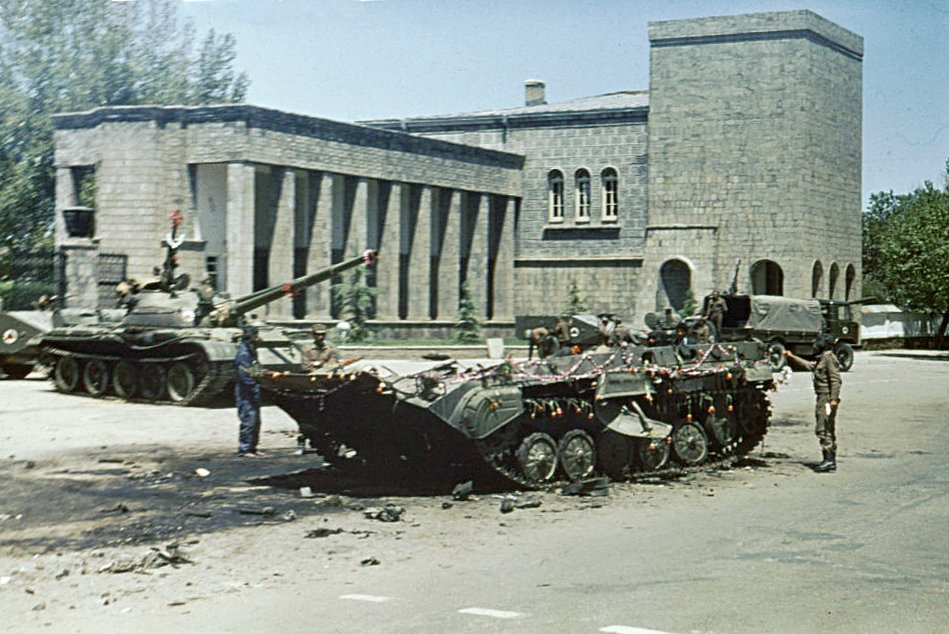
Ulice Kabulu dzień po bratobójczych walkach

Rewolucja kwietniowa (inaczej Rewolucja Saurska, Rewolucja Sauryjska) – przewrót wojskowy dokonany przez radykalnych oficerów w afgańskiej stolicy (Kabul) 27 kwietnia 1978 roku.
Rewolucja Kwietniowa zwana jest również Rewolucją Saurską lub Rewolucją Sauryjską (właściwe nazwy własne tego wydarzenia) od miesiąca w którym wybuchła (Saur).

## Geneza
W 1973 roku doszło do udanego zamachu stanu przeprowadzonego przez byłego premiera Mohammada Daud Chana, Ludowo-Demokratyczną Partię Afganistanu (a konkretnie jej umiarkowanej frakcji „Parczam”) i grupę radykalnych oficerów armii. Daud Chan po przewrocie ogłosił koniec istnienia skompromitowanej monarchii i proklamował Republikę Afganistanu. Daud Chan utworzył rząd koalicyjny z przedstawicielami „Parczam”, którzy otrzymali 7 stanowisk ministerialnych w republikańskim rządzie. W początkowym okresie rządów Daud Chan prowadził politykę współpracy z ZSRR, co nie spodobało się Stanom Zjednoczonym, które oskarżyły go o chęć wprowadzenia w kraju rządu według wzorca radzieckiego. Do 1975 roku umocnił swoją władzę na tyle, że mógł odstąpić od tej polityki i przejść na stronę zachodnią. Jednocześnie doprowadził do coraz większej autokracji. W 1977 roku zatwierdził nową konstytucję, wprowadzającą prezydencką formę rządów i system jednopartyjny, z Partią Rewolucji Narodowej (założoną w 1974 roku) jako jedyną legalną partią. Jednocześnie zdelegalizowano wszystkie partie polityczne oraz wykluczono z rządu przedstawicieli „Parczamu”. Do więzień masowo trafiali również byli sojusznicy Dauda z LDPA, w tym Hafizullah Amin, Babrak Karmal i Nur Mohammad Taraki. Doszło też do zabójstw politycznych, a ofiarą jednego z nich był Mir Akbar Chajbar, którego śmierć była bezpośrednią przyczyną obalenia Dauda.

## Przebieg
Główną rolę w puczu odegrały wojska pancerne i lotnictwo atakujące pałac prezydencki w centrum miasta (Arg). Bilans ofiar tego zdarzenia szacowany jest nieoficjalnie na około 1000 osób, chociaż oficjalne źródła mówią jedynie o 72 ofiarach śmiertelnych. W wyniku rewolucji kwietniowej obalono dotychczasowego prezydenta oraz uwolniono aresztowanych wcześniej przywódców Ludowo-Demokratycznej Partii Afganistanu (LDPA). Pucz zyskał poparcie szeregu wojskowych, w tym ministra obrony Ghulama Hajdara Rasulego i dowódcy wojsk lądowych, Aslama Watanjara oraz szefa sztabu Sił Powietrznych Afganistanu Abdula Kadira Dagarwala.
Skutkiem Rewolucji kwietniowej było przejęcie władzy w Afganistanie przez LDPA i proklamowanie 30 kwietnia 1978 Demokratycznej Republiki Afganistanu.